# Eurynome spinosa
Eurynome spinosa är en kräftdjursart som beskrevs av Hailstone 1835. Eurynome spinosa ingår i släktet Eurynome och familjen maskeringskrabbor. Enligt den svenska rödlistan är arten otillräckligt studerad i Sverige. Arten förekommer i Götaland. Artens livsmiljö är havet. Inga underarter finns listade i Catalogue of Life.